# 哈葛尔沙丘场

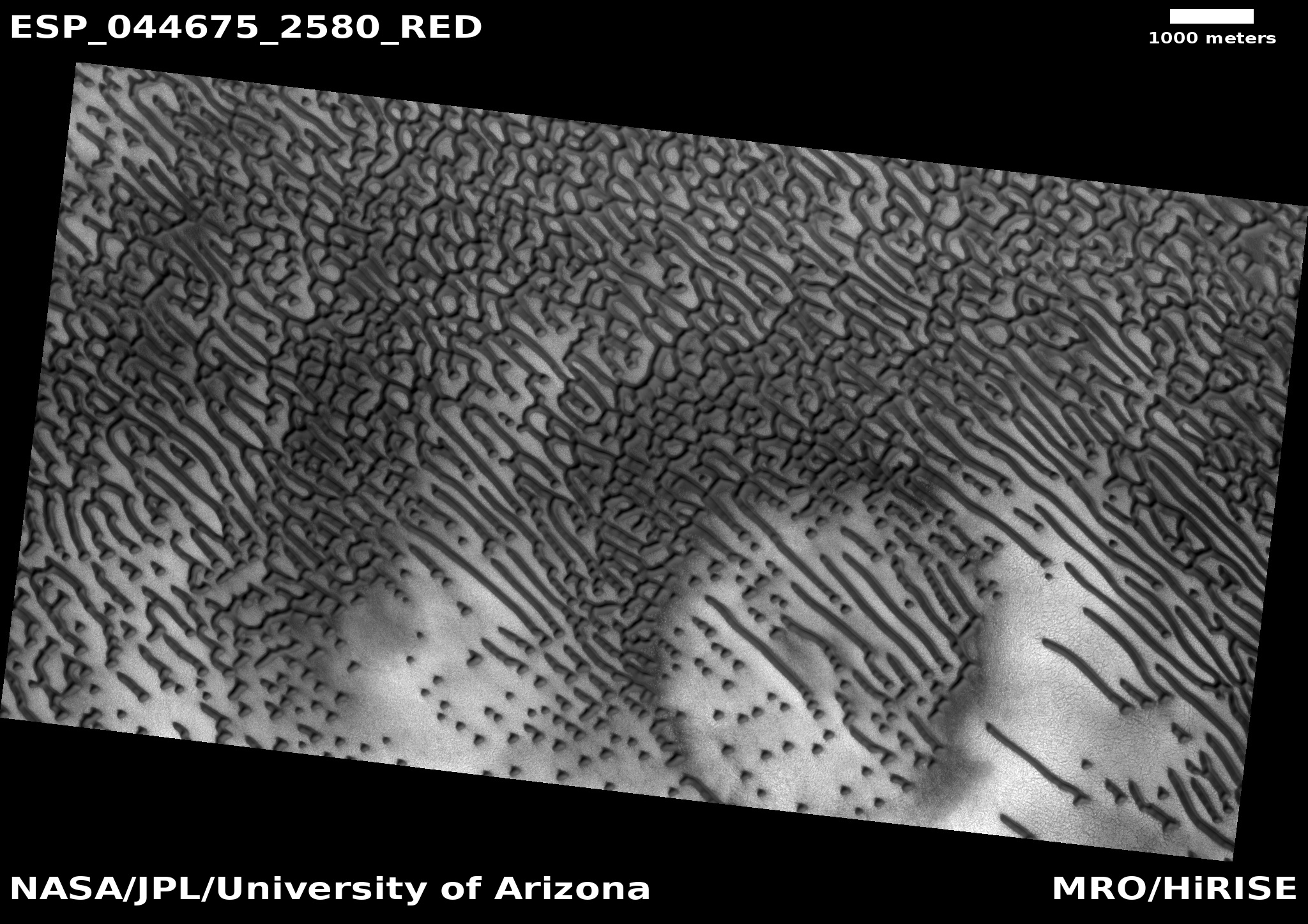
哈葛尔沙丘场黑白图像，投影地图，带距离比例尺。

哈葛尔沙丘场（Hagal）是火星北极高原下方一处沙丘场的非正式名称 ，其名字来源于弗兰克·赫伯特小说《沙丘》中虚构的哈葛尔星球。它的中心坐标位于北纬78.0度、东经84度处，由带东南向背风面的线形和圆形沙丘组成。它是火星勘测轨道飞行器上高分辨率成像科学设备相机在季节性探索的第三年（火星31年），以每六周一次的速率进行成像的目标沙丘之一。由于该沙丘呈直线和圆形，具有点、杠的外观，因此也被称为“火星莫尔斯密码”。

## 形成
虽然通常可从沙丘的走向和形状获得有关风向的信息，但由于哈葛尔沙丘形状复杂，所以很难确定所形成的风向。在该沙丘场情况中，理论上认为可能是陨石撞击在地面形成装满沙子的局部陨坑，减少了形成沙丘的沙子数量；反过来这又会影响当地的地形，导致风向发生变化。 
线形沙丘（横杠）是通过垂直于沙丘线的双向风产生出漏斗效应，引导沙子沿沙丘线性轴堆积而成；而当导致线性堆积的风被阻断时，则就形成了圆形沙丘（圆点），圆形沙丘被归类为“新月形沙丘”。然而，这两种结构的确切形成机制仍不清楚，这也是高分辨率成像科学设备任务选择该区域进行成像的原因。
高分辨率成像科学设备相机定位专家维罗妮卡·布雷（Veronica Bray）评论说，火星上的其他地方也有类似形状的沙丘，但由于其地形的罕见特征，哈葛尔沙丘场提供了更好的图像。布雷还将沙丘的分布结构“莫尔斯码”解码为“NEE NED ZB 6TNN DEIBEDH SIEFI EBEEE SSIEI ESEE SEEE!!”。

## 另请查看
- 火星反照率特征列表
- 阿瓦洛斯沙丘群
- 尼罗火山口沙丘场
- 奥林匹亚沙丘群
- 许珀玻瑞亚沙丘群
- 西顿沙丘群
- 阿斯普勒冬沙丘群
- 俄古革斯沙丘群